# Hrušky (okres Vyškov)
Hrušky (německy Birnbaum) jsou obec v okrese Vyškov v Jihomoravském kraji. Žije zde 784 obyvatel.

## Název
Podoba nejstaršího známého písemného záznamu jména vsi Hroska nabízí dvojí výklad: 1) Šlo o zápis jména Roška (H- se často přidávalo na začátek jmen začínajících na R-) odvozeného od osobního jména Roš, což byla domácká podoba některého jména začínajícího na Ro- (např. Rostislav), a místní jméno by pak znamenalo "Rošova ves". Do podoby Hruška by pak bylo jméno změněno na základě hláskové podobnosti. 2) Jednalo se o zápis jména Hroška, nářeční podoby jména Hruška (vesnice by pak byla pojmenována podle nějaké výrazné hrušně). Nejbližší mladší doklad z roku 1305 má podobu Pyrbaum, což je nářeční podoba německého Birnbaum - "hruška (strom)", užívaného pro vesnici až do 20. století. České Hrušky je poprvé doloženo z roku 1361 (in villa Pyrpaum, que vulgariter Hrusky dicitur - "ve vsi Birnbaum, která se lidově nazývá Hrušky").

## Historie
První písemná zmínka o obci pochází z roku 1294 (Hroska).

## Obyvatelstvo

### Struktura
V obci k počátku roku 2016 žilo celkem 771 obyvatel. Z nich bylo 370 mužů a 401 žen. Průměrný věk obyvatel obce dosahoval 41,1 let. Dle Sčítání lidu, domů a bytů, provedeného v roce 2011, žilo v obci 767 lidí. Nejvíce z nich bylo (18,3 %) obyvatel ve věku od 30 do 39 let. Děti do 14 let věku tvořily 16,3 % obyvatel a senioři nad 70 let úhrnem 6,6 %. Z celkem 642 občanů obce starších 15 let mělo vzdělání 46,3 % střední včetně vyučení (bez maturity). Počet vysokoškoláků dosahoval 7 % a bez vzdělání bylo naopak 0,5 % obyvatel. Z cenzu dále vyplývá, že ve městě žilo 364 ekonomicky aktivních občanů. Celkem 91,2 % z nich se řadilo mezi zaměstnané, z nichž 71,2 % patřilo mezi zaměstnance, 1,6 % k zaměstnavatelům a zbytek pracoval na vlastní účet. Oproti tomu celých 50,3 % občanů nebylo ekonomicky aktivní (to jsou například nepracující důchodci či žáci, studenti nebo učni) a zbytek svou ekonomickou aktivitu uvést nechtěl. Úhrnem 326 obyvatel obce (což je 42,5 %), se hlásilo k české národnosti. Dále 245 obyvatel bylo Moravanů a 13 Slováků. Celých 325 obyvatel obce však svou národnost neuvedlo.
Vývoj počtu obyvatel za celou obec i za jeho jednotlivé části uvádí tabulka níže, ve které se zobrazuje i příslušnost jednotlivých částí k obci či následné odtržení.
| Místní části   | Místní části | 1869 | 1880 | 1890 | 1900 | 1910 | 1921 | 1930  | 1950 | 1961 | 1970 | 1980 | 1991 | 2001 | 2011 |     |
| -------------- | ------------ | ---- | ---- | ---- | ---- | ---- | ---- | ----- | ---- | ---- | ---- | ---- | ---- | ---- | ---- | --- |
| Počet obyvatel | část Hrušky  | 632  | 686  | 745  | 786  | 870  | 932  | 1 004 | 849  | 917  | 853  | 836  | 754  | 742  | 767  | 777 |
| Počet domů     | část Hrušky  | 114  | 132  | 143  | 148  | 167  | 172  | 218   | 233  | 234  | 228  | 235  | 250  | 253  | 254  | 264 |

## Obecní symboly
Znak a vlajka byly obci uděleny rozhodnutím předsedy Poslanecké sněmovny Parlamentu České republiky dne 17. února 2006.

## Pamětihodnosti
- Bývalý zámek (dříve komenda johanitů, po roce 1948 zcela přestavěn pro JZD)[9]

## Galerie

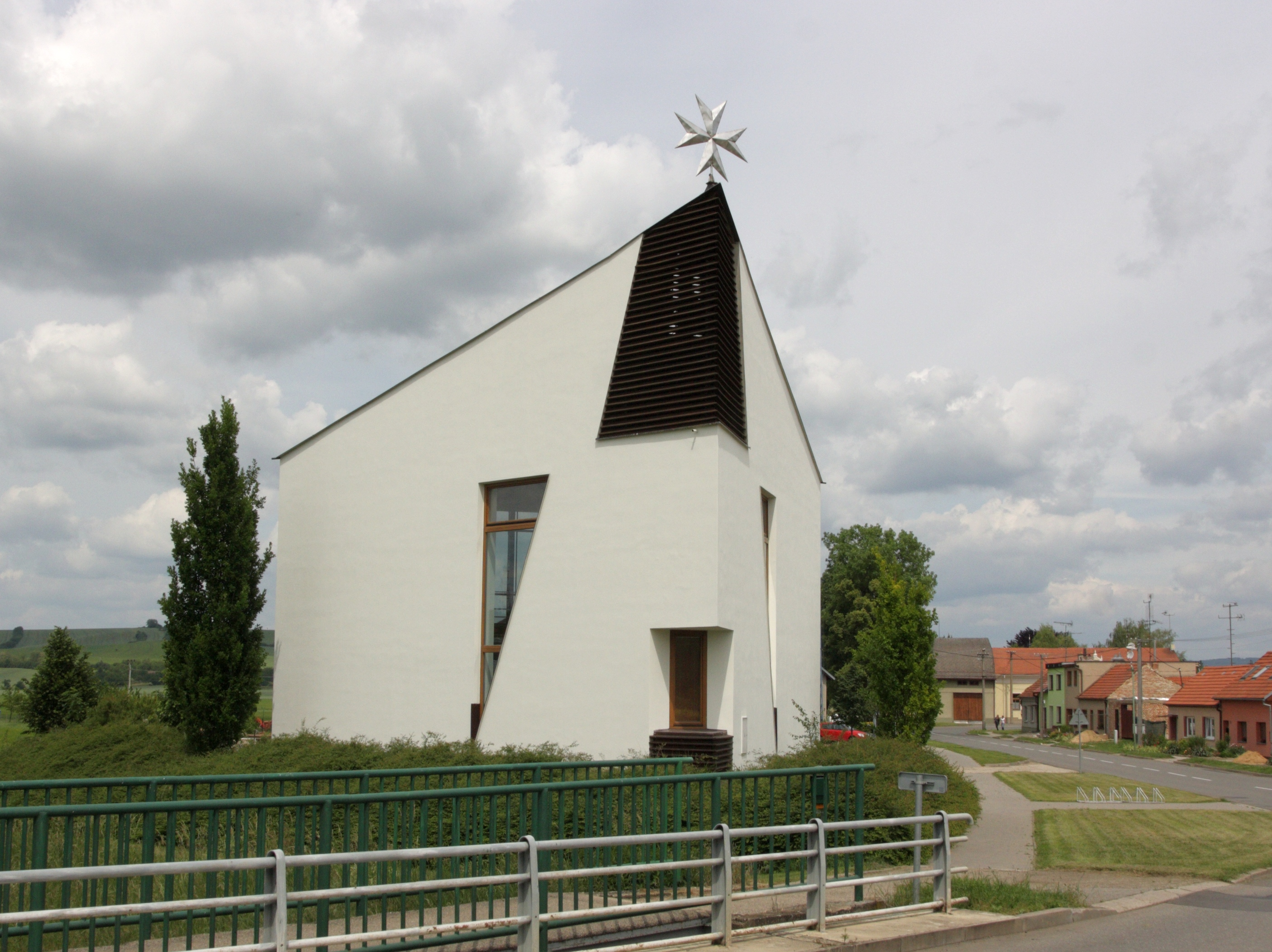
kaple Panny Marie Sněžné
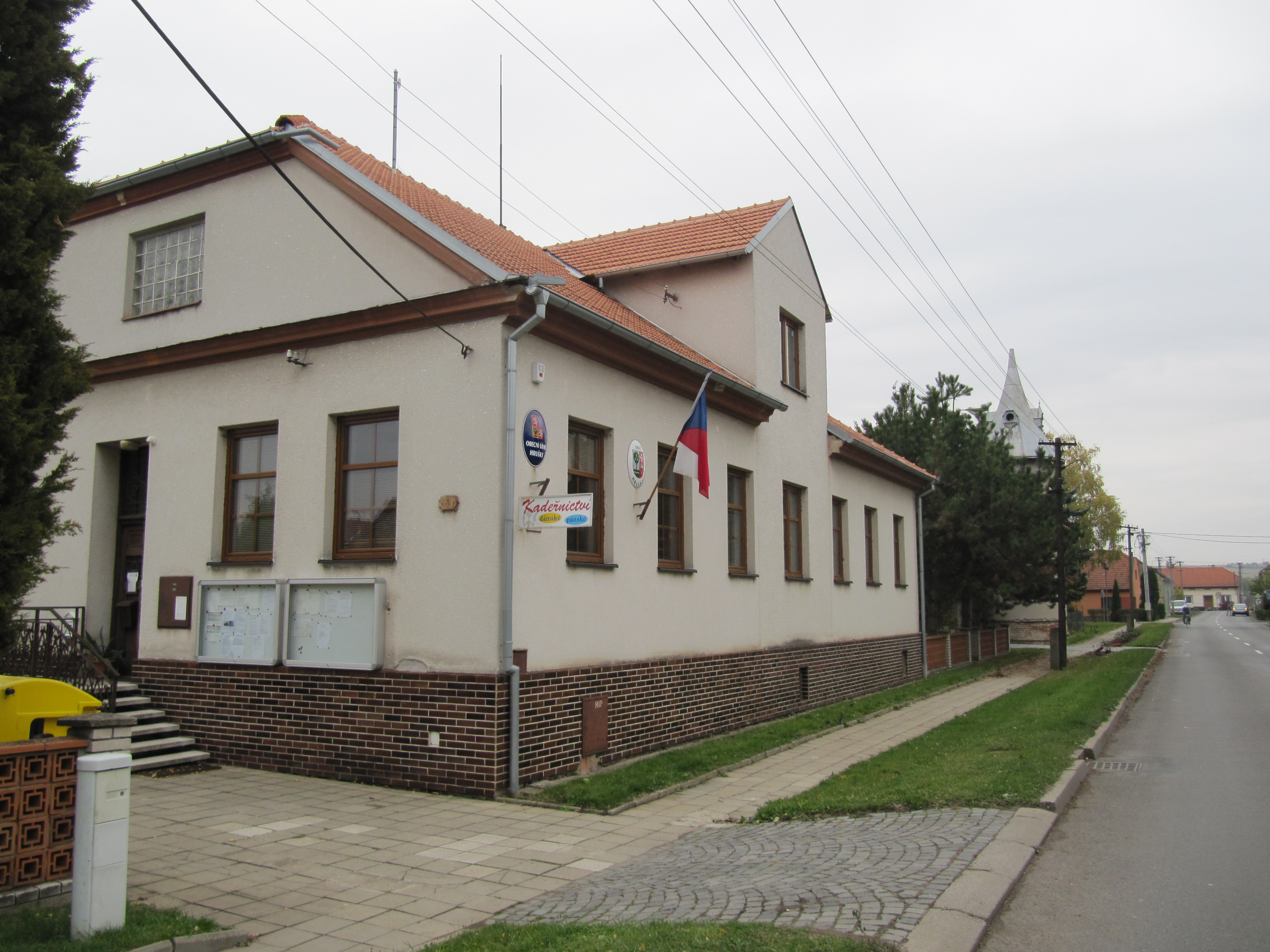
obecní úřad
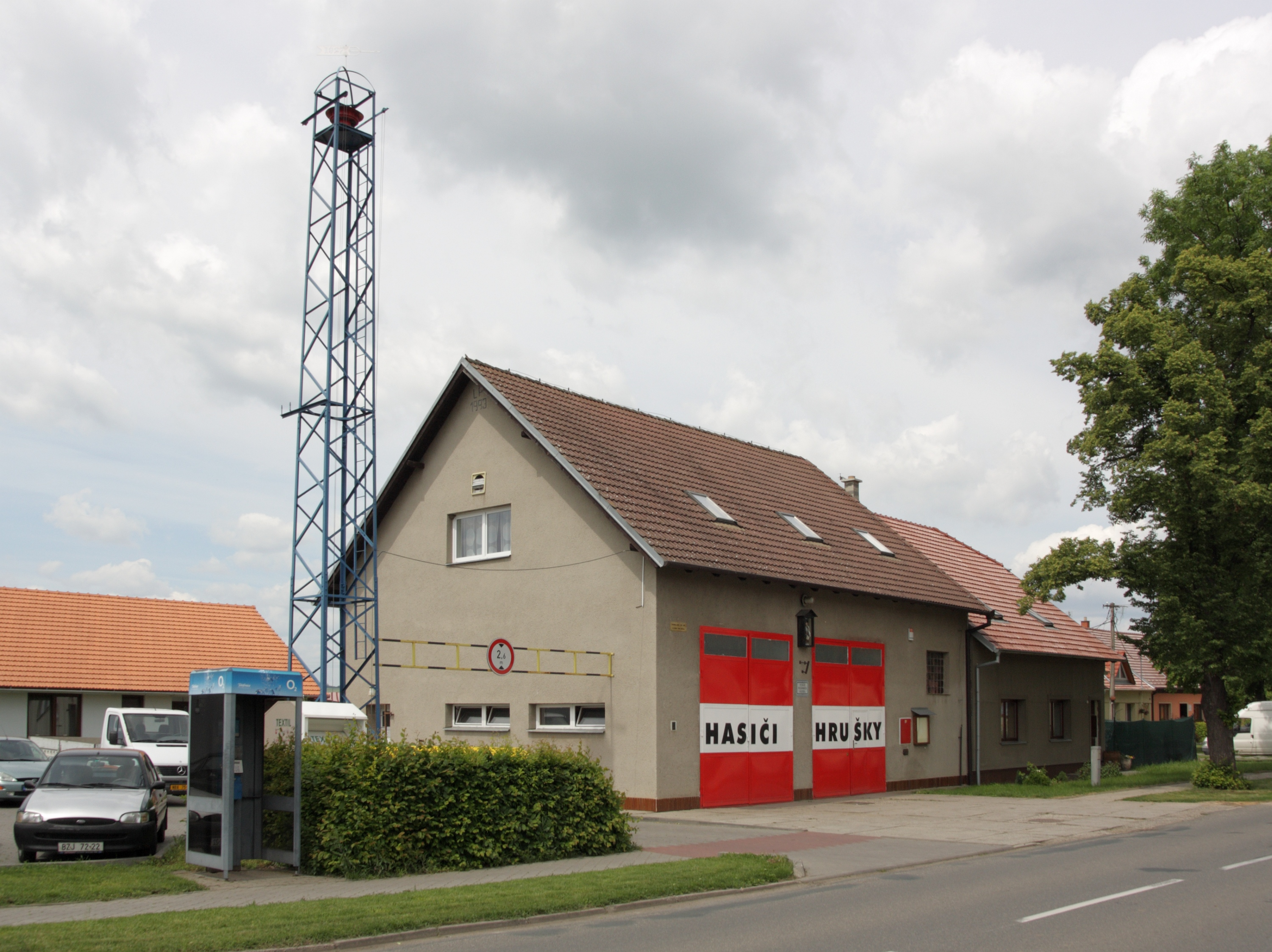
hasičská zbrojnice